# Necentralna hipergeometrična porazdelitev
Necentralna hipergeometrična porazdelitev je hipergeometrična verjetnostna porazdelitev, ki jo dobimo, če naključno jemljemo kroglice iz žare na pristranski način, in jih pri tem ne vračamo.
Uporabljajo se različne variante te porazdelitve. V vseh je jemanje vzorcev pristransko ali usmerjeno. To pomeni, da neketere vrste kroglic izvlečemo pogosteje in z večjo verjetnostjo (pristranski način vzorčenja). Kadar je jemanje vzorcev nepristransko (vsaka vrednost je enako verjetna), dobimo centralno hipergeometrično porazdelitev.
Med necentralnimi hipergeometričnimi porazdelitvami sta najbolj znani
- Walleniusova necentralna hipergeometrična porazdelitev
- Fisherjeva necentralna hipergeometrična porazdelitev.

.

## Primer
Opis pristranskih modelov je izredno kompliciran, ker vedno obstoja več kot ena necentralna hipergeometrična porazdelitev.
Za primer uporabimo model žare z neenakimi kroglicami. V žari (posodi) imamo kroglice z različnimi barvami. Kroglice niso med seboj enake. Iz žare naključno jemljemo kroglice Kadar imajo kroglice samo dve barvi (vsaka kroglica je obarvana samo z eno bravo), potem je porazdelitev univariantna, če pa imamo kroglice z več kot dvema barvama, potem je takšna porazdelitev multivariantna.